# Episodi di Doraemon (serie animata 2005) (dodicesima stagione)
Questa è la lista degli episodi della dodicesima stagione dell'anime 2005 di Doraemon.
In Giappone è trasmessa su TV Asahi, dal 15 gennaio al 31 dicembre 2016. Mentre in Italia, la stagione è stata trasmessa su Boing dal 20 novembre 2023 al 14 gennaio 2025.

## Episodi
| Nº  | Titolo italiano Giapponese 「Kanji」 - Rōmaji | In onda           | In onda                        |
| Nº  | Titolo italiano Giapponese 「Kanji」 - Rōmaji | Giapponese        | Italiano                       |
| 365 | I clan dei samurai 「ドラドラ源平合戦～しずかちゃん御前を救え!～」 - Doradora genpeigassen ~ Shizuka-chan gozen o sukue!~ | 15 gennaio 2016   | 22 novembre 2023               |
| 365 | Dekisugi racconta a Shizuka del samurai Yoshitsune Minamoto, ma Nobita è completamente disinteressato e conduce l'amica a casa sua. In camera trovano Doraemon alle prese con un cavallambu imbizzarrito. Doraemon, Nobita e Shizuka, cercando di fermare il chiusky, si ritrovano catapultati insieme a esso sulla macchina del tempo, giungendo accidentalmente nel XII secolo. I tre incontrano proprio Yoshitsune, che si è smarrito, e lo aiutano a trovare i suoi amici. Durante una sosta incontrano alcuni membri del clan nemico Heike, che iniziano a combattere, finché Benkei non ferma i nemici. Shizuka viene rapita da due membri del clan Heike dalle sembianze di Gian e Suneo: Nobita, Doraemon e il clan dei Minamoto decidono di salvarla. Dopo alcune disavventure riescono sia a liberare l'ostaggio che a sconfiggere i nemici. |                   |                                |
| 366 | Strani animali 「そっくりペット大集合」 - Sokkuri petto dai shūgōLa nostalgia 「再会!5年ぶりののび太」 - Saikai! 5-Nen-buri no Nobita | 22 gennaio 2016   | 23 novembre 2023               |
| 366 | Nobita desidera vedere gli animali fantastici. A casa scopre dell'esistenza di un chiusky che permette di far diventare gli animali domestici come i membri della famiglia. Nonostante il parere contrario di Doraemon, il ragazzo decide di comprarlo e lo usa per far diventare Peeko, il canarino di Shizuka, col muso uguale alla padroncina, facendola però infuriare. Il canarino scappa e Nobita cerca di rincorrerlo, ma Doraemon scopre dell'accaduto; dopo aver sgridato l'amico, lo aiuta a cercare Peeko, lasciando cadere accidentalmente molte palline di mangime. Dopo averla trovata, Nobita e Doraemon scoprono numerosi animali con la faccia del gatto robot, per via di quanto accaduto. I due continuano a litigare diffondendo ripetutamente la faccia dell'altro, finché Doraemon non compra il cibo normalizzante, facendo tornare tutto come prima. Mentre va a casa di Nobita, Shizuka incontra un suo vecchio amico di nome Ken e decide di rinunciare a visitare Nobita, con sua grande delusione. Usando la valigia della nostalgia, il ragazzo cerca di far sì che Shizuka provi nostalgia per lui, ma finisce per attirarla su Gian, Suneo e sul maestro, Alla fine riesce ad arrivare a casa di Shizuka, ma imposta il selettore del tempo a quando non erano ancora nati e lei non lo riconosce. |                   |                                |
| 367 | La pattumiera dimensionale 「ドラドラ時空アドベンチャー のび太土偶の謎」 - Doradora jikū adobenchā Nobita dogū no nazoL'appartamento segreto 「ナイヘヤドア」 - Naiheyadoa | 29 gennaio 2016   | 24 novembre 2023               |
| 367 | Doraemon getta per errore un lavoretto d'arte di Nobita nella pattumiera dimensionale, che porta quello che si getta dentro in un intervallo tra il tempo e lo spazio. Cercando di recuperarlo, il robot si ritrova vicino al monte Fuji, ai tempi dei cavernicoli. Quella sera, Nobita scopre quanto accaduto e cerca di salvare l'amico, ritrovandosi anche lui nella stessa epoca. Nobita e Doraemon, usando vari oggetti gettati nella pattumiera, riescono infine a tornare a casa. Nobita vorrebbe andare a vivere da solo, per provare la sua indipendenza. Grazie alla porta senza numero, Doraemon crea un nuovo appartamento segreto in un residence. Nobita all'inizio è contento, ma quando vuole invitare gli amici essi credono sia uno scherzo e la convivenza coi vicini è difficile. Il ragazzo, preoccupato per la mamma, decide infine di tornare a casa. |                   |                                |
| 368 | Una star della TV! 「ぼく、マリちゃんだよ」 - Boku, marichanda yoIl fumetto macchiato 「ずらしんぼ」 - Zurashin bo | 5 febbraio 2016   | 27 novembre 2023               |
| 368 | Doraemon incontra la cantante Mari Marui, di cui lui è un grandissimo fan, riposare al parco abbandonato. La cantante, ospitata a casa Nobi, racconta di essere scappata di nascosto perché esausta del suo lavoro; desidera infatti scambiare la vita con le persone comuni. Grazie a una speciale bacchetta, Nobita e Mari si scambiano a vicenda i corpi e le rispettive vite. Sfortunatamente l'agenda della cantante è estremamente fitta di impegni; dopo aver appreso che l'ultimo è alle 2 del mattino, Doraemon e Nobita decidono di servirsi della bacchetta per far sì che Nobita e la madre di Mari si scambino le loro attuali personalità. Quella notte Mari vuole essere sé stessa così i tre vanno alla ricerca della madre, trovandola anche lei esausta a riposare, perché stanca dal lavoro. Tutti tornano come prima e la madre di Mari capisce i suoi errori. Gian presta un suo fumetto a Suneo, ma egli lo macchia accidentalmente. Temendo la reazione del bullo, Suneo decide di prestarlo a sua volta a Nobita, per scaricare la colpa su di lui. Doraemon si serve della sposta tutto per risolvere il problema, trasferendo la macchia su un fazzoletto. Suneo intanto riferisce a Gian la presunta colpa di Nobita; furioso, il bullo esige indietro il fumetto, rimanendo meravigliato a trovarlo in ottime condizioni. Suneo però non racconta a Gian la verità, così Doraemon decide di vendicarsi: dopo aver fermato il tempo, il robot usa la sposta tutto per traslare le pagine del manga su dei fogli. Quando Doraemon fa ripartire il tempo, Suneo realizza con orrore che le pagine del fumetto sono tutte bianche, mentre Nobita e Doraemon se la ridono. |                   |                                |
| 369 | Amore e biscotti mutaforma 「恋する!?変身ビスケット」 - Koisuru!? Henshin bisukettoUna seconda possibilità 「することレンズ」 - Suru koto renzu | 12 febbraio 2016  | 20 novembre 2023               |
| 369 | A san Valentino Nobita apprende che Shizuka deve buttare via i biscotti, perché Peeko si è liberata dalla gabbia e li ha sporcati. Prova a chiedere aiuto a Doraemon, ma se ne va per stare con Mii-chan. Il ragazzo, dal gattopone di scorta, tira fuori i biscotti mutaforma, per trasformarsi in una gallina e riportare Peeko nella gabbia. Nobita però lascia i biscotti incustoditi e quando arriva a casa la scatola è a terra e molti di essi sono stati mangiati. Doraemon sospetta che a mangiarli sia stati Mii-chan, che si trasforma a rotazione in una rana, un ippopotamo, un leone, una tartaruga e un topo. Nobita però suggerisce a Doraemon di vedere nel roditore la sua amata, così inzia a corteggiare l'animaletto. A un certo punto Mii-chan torna a casa, mentre Doraemon e il topo sono su una mongolfiera. Nobita, Shizuka e Mii-chan avvertono Doraemon che la sua amata è a terra; appresa la verità, il robot scappa terrorizzato dalla mongolfiera. Nobita porta a Doraemon una scatola a sorpresa con dentro un topo, ma il robot – grazie alla lente guarda mente, capace di vedere i pensieri altrui – realizza lo scherzo ancora prima di aprile la scatola. Nobita e Doraemon usano il chiusky per leggere i pensieri altrui e apprendono che un criminale ha intenzione di rubare la valigetta a un altro uomo. Doraemon allora appiccica di nascosto al delinquente il cerotto anticrimine, che impedisce al criminale di compiere reati: infati salva la vita di una bambina, recupera una borsa rubata ed estingue un incendio in una casa. Quando il proprietario di casa ritorna, il criminale gli racconta della sua difficile situazione economico-familiare. L'uomo però lo aiuta a ravvedersi dei suoi crimini e gli offre un lavoro nella sua azienda. |                   |                                |
| 370 | La macchina trasforma materiale 「なんでも材質変換機」 - Nan demo zaishitsuhenkankiLa memoria dell'acqua 「雪だるまは忘れない」 - Yukidaruma wa wasurenai | 19 febbraio 2016  | 11 marzo 2024                  |
| 370 | Nobita e Doraemon usano la macchina trasforma materiale per far diventare metalliche le finestre del signor Kaminari, per evitare di romperle. In seguito usano il chiusky per far diventare un giornale una mazza da baseball (siccome Gian ha rotto la mazza di Suneo), per seminare Gian e Suneo, arrabbiati con Nobita per aver giocato male, e per far diventare di stoffa un vestito disegnato da Shizuka. Più tardi due criminali rapinano una banca e decidono di prendere Nobita in ostaggio. Doraemon col chiusky cerca di arrestare i rapinatori e di liberare l'amico, riuscendoci. Quando però Gian si appropria del gadget, trasforma per errore la sua casa in gelatina; ciò mandando in tilt il chiusky e il bullo, in attesa che Doraemon risolva la situazione, è costretto a reggere la casa. Ha appena nevicato: Nobita e Doraemon costruiscono un pupazzo; per evitare che Gian e Suneo lo distruggano lo trasportano nel cortile di casa con un chiusky. Siccome il pupazzo si comporta in modo anomalo, Doraemon afferma che il problema non è il chiusky, ma la neve. Grazie al televisore ad acqua scopre che la neve usata per costruire il pupazzo venne usata per lo stesso scopo da Gian quando era piccolo. Nobita porta quindi Gian nel cortile, ma il pupazzo gli salta sulla schiena. Doraemon scopre poi che Gian distrusse il pupazzo e quest'ultimo ora si sta vendicando. |                   |                                |
| 371 | Il samurai del gusto 「のび太はうるさいナベ奉行」 - Nobita wa urusai nabe bugyōL'anti-rotazione 「地球下車マシン」 - Chikyū gesha mashin | 26 febbraio 2016  | 12 marzo 2024                  |
| 371 | Il capo di Nobisuke fa cucinare al suo dipendente il brasato di manzo alla salsa di soia in modo sbagliato. Doraemon allora tira fuori uno chef in miniatura, il samurai del gusto, che fa cucinare lo stesso piatto in modo ottimo. In seguito il chiusky si attacca sulla testa di Nobita e causa una serie di problemi ogni volta che viene menzionato un cibo o un arnese da cucina. A un certo punto Nobita e Doraemon giungono al punto di arrivo di una maratona, dove la madre di Gian ha preparato uno stufato di pesce. Il samurai fa preparare ai due amici lo stesso piatto; tuttavia i corridori giudicano migliore quello della donna. Il chiusky, avendo perso la sfida, finalmente si arrende. Nobita è triste perché non sa sciare, così Doraemon gli dà l'anti-rotazione, che permette di far sì che su una determinata persona non faccia effetto la rotazione terrestre. Nobita approfitta del chiusky per "sciare" e far colpo sugli amici, ma a un certo punto la manopola si rompe, e il ragazzo continua a scivolare nonostante non voglia. Doraemon cerca quindi di fermare l'amico, ma senza successo, tanto che alla fine Nobita deve sfilarsi i pantaloni (dove si trova il chiusky). |                   |                                |
| 372 | Un unicorno da salvare 「空想動物サファリパークと約束の笛」 - Kūsō dōbutsu safaripāku to yakusoku no fue | 11 marzo 2016     | 13 marzo 2024                  |
| 372 | Doraemon lavora nel parco degli animali fantastici e il suo capo, Sabu, gli affida il compito di inseguire una femmina di unicorno che aspetta un cucciolo. Nel frattempo Nobita, Shizuka, Suneo e Gian sono nello stesso luogo. Mentre gli ultimi due si separano dal gruppo, Nobita e Shizuka aiutano Doraemon con un chiusky per inseguire la creatura. Una volta acciuffata, Doraemon chiama il suo capo, e tutti insieme la aiutano a partorire. Quella notte Sabu affida a Doraemon un fischietto per richiamare gli animali. Poco dopo Doraemon scopre due malintenzionati che rapiscono gli animali e che hanno preso in ostaggio anche Gian e Suneo. Mentre i criminali cercano di catturare anche il piccolo unicorno, il gatto robot cerca di fermarli con vari chiusky, ma invano, finché non usa il fischietto e chiama a raccolta gli animali, riuscendo a ribaltare la situazione. |                   |                                |
| 373 | Il galateo delle bacchette 「お箸はのびるよ、どこまでも」 - Ohashi wa nobiru yo, doko made moLa macchina aggregatrice 「チリつもらせ機」 - Chiri tsumoraseki | 15 aprile 2016    | 14 marzo 2024                  |
| 373 | Nobita ritiene scomodo mangiare con le bacchette, così Doraemon gliene mostra un paio futuristiche, capaci di piegarsi e allungarsi, e un maestro di bacchette, con lo scopo di insegnare al ragazzo come impugnarle e come muoverle. A un certo punto Gian si impossessa delle bacchette e le usa in modo improprio per rubare il cibo a numerose persone; Nobita decide allora di sfidare il bullo e il maestro gli affida le sue bacchette. Dopo una serie di sfide a tema gastronomico, Nobita riesce a vincere e Gian gli ridà le bacchette futuristiche. Doraemon ha finito i dorayaki e chiede dei soldi in prestito a Nobita, ma lui non ne ha. Il gatto allora usa la macchina aggregatrice per mettere insieme una briciola di ogni dorayaki esistente in Giappone per crearne uno enorme, ma si sente in colpa e vorrebbe ritirarla. Nobita tuttavia convince Doraemon a non farlo, ma non sempre i risultati sono quelli sperati. Infine il ragazzo desidera usa la macchina per creare un giardino enorme, ma ciò finisce anche per ritorcersi contro: infatti è costretto a strappare le erbacce di una vasta area e le tasse che la famiglia deve pagare sono più alte. |                   |                                |
| 374 | Il fagiolo magico 「のび太のジャックと豆の木」 - Nobita no jakkuto mamenokiIrresistibilmente Nobita 「みせかけモテモテバッジ」 - Misekake Motemote bajji | 22 aprile 2016    | 15 marzo 2024                  |
| 374 | Nobita vorrebbe arrampicarsi su una pianta di fagioli come nella storia di Jack e il fagiolo magico. Grazie a un chiusky, Doraemon crea una pianta di fagioli analoga a quella della fiaba e invita anche Nobita, Shizuka e Gian. Il gruppo raggiunge poi le nuvole e, dopo che Doraemon le ha solidificate, i quattro amici hanno modo di divertirsi insieme. Dopo un po' Gian e Shizuka tornano a terra, mentre Nobita e Doraemon si addormentano. Al risveglio i due amici trovano un misterioso castello avvolto nella nebbia che credono essere di un gigante, ma in realtà è un resort di montagna occupato dalla famiglia Honekawa. Per un equivoco i due credono che Suneo sia stato messo in pentola dal gigante e cercano di salvarlo, salvo apprendere infine la verità. Nobita è geloso che Shizuka trascorra del tempo con Dekisugi. Cerca allora usare una spilla per attirare su di sé molte ragazze con lo scopo di ingelosire Shizuka, ma per vari motivi non riesce nell'intento. A un certo punto la spilla attira una ragazza, ma Nobita viene picchiato dal fidanzato della ragazza. Doraemon riesce a farli smettere e Nobita si pente delle sue azioni. |                   |                                |
| 375 | Il tessuto volante 「空飛ぶうす手のじゅうたん」 - Soratobu usu te no jūtanPettegolezzi dannosi 「うわさをサキ鳥」 - Uwasa o sakitori | 29 aprile 2016    | 18 marzo 2024                  |
| 375 | Nobita regala a Shizuka e a Tamako un pezzo di stoffa lilla, che in realtà è un tessuto volante che fa letteralmente alzare in aria chi lo indossa chi pronuncia parole tipo "volo" o "decollo". Dopo che Tamako è rimasta vittima del chiusky, Doraemon e Nobita cercano di riprendersi il vestito di Shizuka; non riuscendovi seguono la ragazza per impedire che persone vicino a lei pronuncino parole pericolose, al punto di diventare invadenti. Alla fine il vestito vola quando Shizuka sta per fare il bagno. Grazie ai contatti coi giornalisti, Suneo sa tanti pettegolezzi sulle celebrità, suscitando l'invidia di Nobita. Grazie agli uccellini pettegoli, capace di intercettare le vicende delle altre persone, Nobita riesce a carpire gossip anche lui e li racconta agli amici, rivaleggiandosi con Suneo. A un certo punto Nobita racconta i segreti del signor Motenai e la sua fidanzata, Hanako, decide di lasciarlo. Nel tentativo di risollevare il morale al signor Motenai, Nobita e Doraemon gli riferiscono delle cattiverie su Hanako. L'uomo però si infuria con loro e va in difesa di Hanako, la quale assiste alla scena e si riappacifica con Motenai. |                   |                                |
| 376 | Il mio amico delfino 「友だちは大きなイルカ?」 - Tomodachi wa ōkina iru ka?Nel mondo dei sogni 「夢はしご」 - Yume wa shigo | 6 maggio 2016     | 19 marzo 2024                  |
| 376 | Suneo si vanta con gli amici di aver nuotato coi delfini e anche Nobita vorrebbe fare lo stesso. Nonostante Doraemon sia disponibile ad accontentarlo, il ragazzo deve fare i compiti. Il robot allora crea una bolla sul fondo dell'oceano per impedire l'entrata dell'acqua, cosicché Nobita faccia il suo dovere circondato dai pesci. In quel frangente il ragazzo fa amicizia con un'orca, che crede essere un delfino e che chiama Seppia. Quando invita gli amici a vedere Seppia, tutti sono terrorizzati dal mammifero e Doraemon gli spiega che animale è veramente. Ciononostante il gruppo fa amicizia con Seppia e, tramite un chiusky, si diverte a cavalcarla. Dopo aver salvato la vita a Suneo, Seppia deve andarsene con la sua famiglia, così i protagonisti la salutano affettuosamente. Nobita racconta agli amici un sogno in cui lui difende Shizuka da Gian e Suneo, facendo infuriare questi ultimi. Doraemon decide allora di farla loro pagare: dà all'amico la scala dei sogni per permettergli di entrare nei sogni di Gian e Suneo. Quella notte Nobita riesce ad attirare Suneo nel suo sogno, ma fallisce con Gian, tanto che lui e Suneo si arrabbiano con l'amico. Doraemon quindi va in soccorso di Nobita: attira nel sogno le madri di Gian e Suneo, che si mettono a inseguire i rispettivi figli. |                   |                                |
| 377 | Istruzioni per l'uso 「トリセツ・メーカー」 - Torisetsu・MēkāLo strofinaccio del tempo 「ぞうきん探偵のび太」 - Zoukin tantei Nobita | 13 maggio 2016    | 20 marzo 2024                  |
| 377 | Doraemon non ricorda a cosa serva un certo chiusky e lo scopre tramite il crea manuali d'uso, che fornisce una guida di qualunque cosa. Nobita crea dei manuali di istruzioni nel tentativo di andare d'accordo con gli amici, ma per via di una serie di motivi fallisce. Dopo aver fatto arrabbiare Shizuka, il ragazzo incontra un venditore di patate dolci e vuole regalarne qualcuna all'amica per farsi perdonare. Per regalargliele nel modo corretto devono svolgere una serie di azioni strampalate, ma fortunatamente il tentativo di perdono ha esito positivo. Doraemon fa uno scherzo a Nobita usando lo strofinaccio del tempo che sfregandolo su uno specchio ritarda il potere riflettente. In seguito Gian è arrabbiato perché qualcuno ha calpestato dei germogli da lui piantati; Nobita vuole usarlo sulla porta a vetri di un edificio per poter vedere chi è il colpevole. Un furgone però blocca la visuale prima che le piantine vengano calpestate e, in base alle immagini, sembra che il colpevole sia Suneo. Nobita quindi propone di servirsi degli specchi del furgone per vedere il colpevole. Alla fine riescono a trovarlo ed, esaminando la scena, si scopre che Nobita ha calpestato le piante. Gian è talmente furibondo da inseguirlo e picchiarlo violentemente. |                   |                                |
| 378 | Una gara magnetica 「N・Sワッペンで運動会」 - N・S Wappen de undōkaiUna magnifica collana 「しんじゅ製造アコヤケース」 - Shinju seizō akoya kēsu | 20 maggio 2016    | 21 marzo 2024                  |
| 378 | Nobita si allena per una prova di velocità, ma è lento e teme di venir deriso dai compagni. Supplicato dal ragazzo, Doraemon tira fuori gli adesivi magnetici, che hanno le lettere N e S e funzionano come i poli magnetici. Grazie a essi, Nobita riesce a battere il record mondiale in 50 m e viene arruolato per la staffetta scolastica. Per vincere anche questa prova, il ragazzo nottetempo appiccica altri adesivi, ma il giorno dopo essi non vi sono più. Decide quindi di attaccarne uno S sulla maglia di Boruto, un rivale velocissimo, e uno N sulla sua maglia. Il piano però fallisce e vince Boruto. La madre di Shizuka fa vedere alla figlia una preziosa collana di perle; Suneo convince l'amica a mostrarla anche agli altri ragazzi, ma Gian la rompe accidentalmente. I ragazzi si mettono quindi a cercare le perle, ma non riescono a trovarne tre. Nobita allora chiede aiuto a Doraemon, che con la conchiglia crea perle ne fabbrica altre tre. Poco dopo quelle originali vengono ritrovate da Gian. Nel frattempo Suneo, desideroso di capire come possa Doraemon fabbricare le perle, cade accidentalmente nella conchiglia, uscendone ricoperto di perla. |                   |                                |
| 379 | Un ospite misterioso 「お客の顔を組み立てよう」 - Okyaku no kao wo kumi tateyōPillole allontana mamma 「ママをたずねて三千キロじょう」 - Mama wo tazunete michi rojō | 27 maggio 2016    | 22 marzo 2024                  |
| 379 | Nobita trova in casa una persona che non ha mai visto che deve discutere coi genitori di qualcosa di importante. Loro però non sono a casa e quando tornano il ragazzo non ha idea del nome e dell'aspetto dell'uomo. Grazie a un chiusky, Nobita riesce a ricreare su sé stesso il volto dell'ospite, ma neanche i genitori lo riconoscono. Dopo aver chiesto informazioni a un poliziotto, Nobita e Doraemon apprendono che il misterioso ospite è in realtà uno scassinatore di nome Natore Rapi. Mentre Nobita viene portato nel nascondiglio della banda di ladri, Doraemon incontra Natore Rapi, che si appropria del chiusky. Tornato al covo, Natore Rapi intende usare il chiusky per rendere il viso irriconoscibile, quando arriva la polizia, che arresta erroneamente Nobita. Quest'ultimo però riesce a fuggire con l'aiuto di Doraemon e, tornato al covo, apprende che il criminale, non avendo usato correttamente il chiusky, ha il volto sottosopra. Nobita non sopporta più la severità della madre e vorrebbe non vederla più. Doraemon lo mette alla prova con le pillole allontana mamma: per ogni pastiglia ingerita occorrerà percorrere 300 m per rivedere la mamma. Dopo essere stato rimproverato da Tamako, Nobita ingerisce tutte le 10000 pillole nella confezione e deve camminare per 3000 km prima di rivederla. Inizialmente felice, Nobita presto si dispera, anche perché crede erroneamente che Tamako partirà per Guam. Dopo aver percorso 3 km, Nobita tanto desidera vedere la madre ed è troppo stanco per continuare a camminare. Doraemon però riesce a risolvere il problema con un escamotage e a casa il ragazzo abbraccia Tamako in lacrime. |                   |                                |
| 380 | Nobita, mago pasticcione 「エスパーぼうし」 - Esupā bōshiIl racconto dell'ombrello 「かわいい雨傘の物語」 - Kawaī amagasa no monogatari | 3 giugno 2016     | 25 marzo 2024                  |
| 380 | Suneo farà vedere agli amici alcuni trucchi di magia e anche gli invitati devono esibirsi in qualcosa. Nobita è in difficoltà e Doraemon tira fuori il cappello pensa e sposta: chi lo indossa è in grado di usare la telecinesi, il teletrasporto e la supervista. Dopo un arduo addestramento, Nobita e Doraemon vanno a casa di Suneo. Qui Nobita rivela i numeri di Suneo e Gian, facendo infuriare i due, che vogliono vedere quello di Nobita. Egli però ha perso il cappello e scappa. Dopo che Doraemon lo ha ritrovato, il ragazzo decide di teletrasportarsi usando il chiusky, ma i vestiti rimangono fuori e viene deriso dagli amici. Nobita perde frequentemente l'ombrello, facendo infuriare la madre; per evitare che ciò si ripeta Doraemon usa il pennarello vitalizzante per dare vita a un vecchio ombrello, affinché avvisi il proprietario se si dimentica di recuperarlo. Dopo che l'ombrello ha fatto cadere Nobita in una pozzanghera, egli decide di abbandonarlo. L'ombrello viene buttato via da un netturbino, ma esso inizia a prendere il volo, per poi venire trovato da Nobisuke, che lo riporta a casa. |                   |                                |
| 381 | La montagna in casa 「へやの中の大自然」 - Heya no naka no dai shizenLo zampirone dell'amicizia 「なかまいりせんこう」 - Naka mairi senkō | 10 giugno 2016    | 26 marzo 2024                  |
| 381 | Piove a dirotto, così Nobita e Doraemon usano vari chiusky per trasformare la loro camera da letto in un prato di alta montagna, ma il relax è interrotto da varie persone. In seguito invitano anche Shizuka e i tre hanno modo di divertirsi e osservare le lucciole. Contravvenendo a una raccomandazione di Doraemon, Nobita invita un gruppo di compagni di scuola, facendo pagare loro l'accesso. I ragazzi però causano una serie di danni in "montagna" e Doraemon alla fine costretto a mandarli via. Poco dopo Tamako ritorna e, vedendo la cameretta in disordine, chiede spiegazioni al figlio. Nobita si sente escluso dagli amici e dalle conversazioni tra gli adulti, così Doraemon tira fuori lo zampirone dell'amicizia, capace di non far sentire escluso qualcuno. Nobita e Doraemon lo usano per giocare con Shizuka e le sue amiche e per far merenda con Suneo. Nobita decide poi di diventare "amico" di un poliziotto, ma il ragazzo a causa della sua inesperienza combina una serie di guai come agente. In seguito Nobita incontra un ragazzino in lacrime e, dopo aver usato nuovamente il chiusky, egli racconta che tre teppisti si sono impossessati di un suo videogioco. I due ragazzi cercano di riprendersi il videogioco, ma i tre hanno la meglio. Il poliziotto di prima però arriva sul posto, facendo scappare i delinquenti, che restituiscono il videogioco. Infine Gian decide di usare il chiusky, ma diventa "amico" di un operaio, che lo costringe a lavorare. |                   |                                |
| 382 | Il gigante 「大男がでたぞ」 - Ōtoko ga detazoOcchi incanta-tutti 「キミのひとみは100万ボルト」 - Kimi no himitsu wa 100man boruto | 17 giugno 2016    | 27 marzo 2024                  |
| 382 | Dopo un atto di bullismo di Gian su Nobita, Doraemon tira fuori il voluminoso, capace di riempire d'aria le parti del corpo delle persone, seppur non aumentandone la forza. Nobita, Suneo e Doraemon decidono di usarlo per spaventare Gian: gonfiando alcune parti del corpo, i tre fanno credere al bullo che si aggiri un gigante per la città e che gli stia dando la caccia. Gian si rifugia in casa, ma poco dopo sua madre si presenta alla porta: scambiandola per il gigante, il ragazzo le tira una secchiata d'acqua e lei furibonda lo picchia. Nobita chiede a Shizuka se possono fare i compiti insieme, ma lei non vuole perché l'amico copia sempre le risposte da lei. Il ragazzo interpreta l'accaduto come il fatto di non piacere a Shizuka per via della sua faccia. Dispiaciuto per l'amico, Doraemon gli fa usare gli occhi incanta-tutti, capaci di ammaliare chiunque li guardi. Nobita vorrebbe usare il chiusky con Shizuka, ma finisce per usarlo accidentalmente su varie persone, rimanendo vittima di una serie di incidenti. Alla fine il ragazzo riesce nell'intento, ma l'amica scopre poco dopo di essere stata ingannata e se ne va sdegnata. Mentre cerca di scusarsi con Shizuka, Nobita finisce per attirare l'ira di Gian e Suneo, che si impossessano degli occhiali. In quel frangente Shizuka arriva sul posto e i due si riappacificano. Gian invece usa il chiusky sulla sua immagine riflessa in uno specchio e si innamora del suo ritratto. |                   |                                |
| 383 | Divieti portatili 「ダメダメ！キンシひょうしき」 - Dame dame! Kinshi hyōshikiCarta protettiva 「ぼくのまもり紙」 - Boku no mamori kami | 24 giugno 2016    | 2 settembre 2024               |
| 384 | Il tour del Cretaceo 「恐竜ツアーに行こう!」 - Kyōryū tsuā ni ikou!Gli adesivi del pisolino 「いねむりシール」 - Inemuri shīru | 8 luglio 2016     | 3 settembre 2024               |
| 385 | Le avventure del piccolo Nobita 「３センチのび太の大冒険」 - 3 senchi Nobita no bōken-ki | 22 luglio 2016    | 4 settembre 2024               |
| 386 | Caramelle espandi-spazio 「うちのプールは太平洋」 - Uchi no pūru wa taiheiyōLa marcia dei rifiuti 「おばけでリサイクル」 - Obake de risaikuru | 29 luglio 2016    | 28 luglio 20255 settembre 2024 |
| 387 | Tutti al mare 「身代わりテレビで南の島へ」 - Migawari terebi de minami no shima heGiochi di vento 「風をあやつれ！バショー扇」 - Kaze wo ayatsure! bashō ōgi | 5 agosto 2016     | 6 settembre 2024               |
| 388 | Sfida di simpatia 「ダジャレでやっつけろ！」 - Dajare de yattsukero!Lo scivolo 「裏山ウォータースライダー」 - Urayama uōtāsu raidā | 12 agosto 2016    | 9 settembre 2024               |
| 389 | Gara di pesca 「水たまりの怪魚」 - Mizutamari no kai sakanaLa villa degli alieni 「宇宙人の館」 - Uchūbito no yakata | 19 agosto 2016    | 10 settembre 2024              |
| 390 | Scherzetti 「いたずらオモチャ化機」 - Itazura omocha kakiUn bollino di troppo 「シールでキャラ変身」 - Shīru de kyara henshin | 26 agosto 2016    | 11 settembre 2024              |
| 391 | Grandi biografie 「とびだす伝記電気」 - Tobidasu denki denkiUn desiderio da realizzare 「ほしい人探知機」 - Hoshī hito tanchiki | 9 settembre 2016  | 12 settembre 2024              |
| 392 | L'elefantessa mascherata 「ゾウの鼻になったしずかちゃん」 - Zō no hana ni natta Shizuka chanIl telecomando cambia stanza 「へやこうかんスイッチ」 - Heya kōkan suicchi | 16 settembre 2016 | 13 settembre 2024              |
| 393 | Tesori da estrarre 「ざくざく！地中でくだもの狩り」 - Zaku zaku! Chichū de kudamo no kariLa barriera invisibile 「バリヤーポイント」 - Bariyā pointo | 14 ottobre 2016   | 16 settembre 2024              |
| 394 | La spilla che sgonfia 「ペラペラジャイアン飛んでった！」 - Pera pera Jaian tondetta!La guardia del corpo invisibile 「みえないボディガード」 - Mienai bodi gādo | 21 ottobre 2016   | 17 settembre 2024              |
| 395 | Il fantasma nella scatola 「パンドラのおばけ」 - Pandora no obakePronti a tutto 「あらかじめアンテナ」 - Arakajime antena | 28 ottobre 2016   | 18 settembre 2024              |
| 396 | Il gas spezza vizi 「くせなおしガス」 - Kusena oshi gasuLa squadra dei Gians 「熱血！ドッジボール」 - Nekketsu! Dojji bōru | 4 novembre 2016   | 7 gennaio 2025                 |
| 397 | Il Telo Taxi 「ふろしきタクシー」 - Furoshiki takushīIl ritratto di Shizuka 「いつでもどこでもスケッチセット」 - Itsu demo doko demo sukecchi setto | 18 novembre 2016  | 8 gennaio 2025                 |
| 398 | Il simulatore spaziale 「ロケットそうじゅうくんれん機」 - Roketto sōjū kunrenkiUna lettera per Gian 「ジャイアンへのホットなレター」 - Jaian he no hotto naretā | 25 novembre 2016  | 9 gennaio 2025                 |
| 399 | Una giornata da super eroe 「スーパーヒーローふろしき」 - Sūpā hīrō furoshikiScambio di mamma 「カッコータマゴ」 - Kakkō tamago | 2 dicembre 2016   | 10 gennaio 2025                |
| 400 | SOS iceberg 「南極ペンギンを救え！」 - Nankyoku pengin wo sukue!Il calendario variabile 「日づけ変更カレンダー」 - Hizuke henkō karendā | 9 dicembre 2016   | 13 gennaio 2025                |
| 401 | Bianco Natale 「クリスマスに雪を」 - Kurisumasu ni yuki woLa lente indovina 「チュー難の相に気をつけろ!」 - Chūnan no sō ni ki wo tsukero! | 16 dicembre 2016  | 14 gennaio 2025                |

## Speciali
Gli episodi speciali di Doraemon vengono trasmessi in Giappone in occasione di eventi o ricorrenze particolari; sono inediti in Italia.
| Nº  | Giapponese 「Kanji」 - Rōmaji - Traduzione letterale | In onda          | In onda  |
| Nº  | Giapponese 「Kanji」 - Rōmaji - Traduzione letterale | Giapponese       | Italiano |
| S57 | 「宇宙探検すごろく」 - Uchū tanken sugoroku – "Il gioco spaziale"「最強!オールマイティーパス」 - Saikyō! Ōru maitī pasu – "Il free-pass" | 1º aprile 2016   | inedito  |
| S58 | 「天才のび太の飛行船ゆうえんち」 - Tensai no Nobita no hikōsen yūenchi – "Il parco dei divertimenti di Nobita" | 2 settembre 2016 | inedito  |
| S59 | 「戦国のび兵衛がんばれ」 - Sengoku no bi hyōe ganbare – "Ninja per un giorno"「ドラえもん＆パーマン危機一髪!?」 - Doraemon & pāman kikīppatsu!? – "Animali da salvare"「星野スミレのひみつの恋」 - Hoshino Sumire no himitsu no koi – "L'amore segreto" | 31 dicembre 2016 | inedito  |